# Боттас, Эмилия
Эми́лия Бо́ттас (фин. Emilia Bottas, в девичестве Пи́ккарайнен, фин. Pikkarainen; род. 11 октября 1992, Вантаа, Финляндия) — финская пловчиха.

## Спортивные достижения
Установила рекорд Финляндии в плавании на 50 м баттерфляем (26.90), 100 м баттерфляем (59.02), 200 м баттерфляем (2:10.89).
На летних Олимпийских играх 2008 года в возрасте 15 лет приняла участие в соревнованиях по плаванию на 100 м баттерфляем и показала 46-й результат (1:02.31).
На летних Олимпийских играх 2012 года принимала участие в заплывах на 100 и 200 м баттерфляем.
В 2016 году стала бронзовой медалисткой в эстафете 4 × 100 м на чемпионате Европы по водным видам спорта в Лондоне.
В 2016 году в составе сборной Финляндии принимала участие в летних Олимпийских играх в Рио-де-Жанейро.

## Личная жизнь
С 2016 по 2019 год была замужем за финским автогонщиком Валттери Боттасом (с которым находилась в отношениях с 2010 года).